# Lombardia Trophy 2022
Lombardia Trophy 2022 – drugie zawody łyżwiarstwa figurowego z cyklu Challenger Series 2022/2023. Zawody rozgrywano od 16 do 19 września 2022 roku w hali IceLab Bergamo Palaghiaccio w Bergamo.
W konkurencji solistów zwyciężył Francuz Adam Siao Him Fa, zaś w konkurencji solistek Japonka Rinka Watanabe. Wśród par tanecznych triumfowali reprezentanci gospodarzy, Charlène Guignard i Marco Fabbri.

## Rekordy świata
| Rekordy świata (GOE±5) na moment rozpoczęcia zawodów (stan na 16 września 2022): | Rekordy świata (GOE±5) na moment rozpoczęcia zawodów (stan na 16 września 2022): | Rekordy świata (GOE±5) na moment rozpoczęcia zawodów (stan na 16 września 2022): | Rekordy świata (GOE±5) na moment rozpoczęcia zawodów (stan na 16 września 2022): | Rekordy świata (GOE±5) na moment rozpoczęcia zawodów (stan na 16 września 2022): | Rekordy świata (GOE±5) na moment rozpoczęcia zawodów (stan na 16 września 2022): |
| Konkurencja                                                                      | Segment                                                                          | Zawodnicy                                                                        | Punkty                                                                           | Zawody                                                                           | Data                                                                             |
| -------------------------------------------------------------------------------- | -------------------------------------------------------------------------------- | -------------------------------------------------------------------------------- | -------------------------------------------------------------------------------- | -------------------------------------------------------------------------------- | -------------------------------------------------------------------------------- |
| Soliści                                                                          | Nota łączna                                                                      | Nathan Chen                                                                      | 335,30                                                                           | Finał Grand Prix 2019                                                            | 7 grudnia 2019                                                                   |
| Soliści                                                                          | Program dowolny                                                                  | Nathan Chen                                                                      | 224,92                                                                           | Finał Grand Prix 2019                                                            | 7 grudnia 2019                                                                   |
| Soliści                                                                          | Program krótki                                                                   | Nathan Chen                                                                      | 113,97                                                                           | Zimowe igrzyska olimpijskie 2022                                                 | 10 lutego 2020                                                                   |
| Solistki                                                                         | Nota łączna                                                                      | Kamiła Walijewa                                                                  | 272,71                                                                           | Rostelecom Cup 2021                                                              | 27 listopada 2021                                                                |
| Solistki                                                                         | Program dowolny                                                                  | Kamiła Walijewa                                                                  | 185,29                                                                           | Rostelecom Cup 2021                                                              | 27 listopada 2021                                                                |
| Solistki                                                                         | Program krótki                                                                   | Kamiła Walijewa                                                                  | 90,45                                                                            | Mistrzostwa Europy 2022                                                          | 13 stycznia 2022                                                                 |
| Pary sportowe                                                                    | Nota łączna                                                                      | Sui Wenjing / Han Cong                                                           | 239,88                                                                           | Zimowe igrzyska olimpijskie 2022                                                 | 19 lutego 2022                                                                   |
| Pary sportowe                                                                    | Program dowolny                                                                  | Anastasija Miszyna / Aleksandr Gallamow                                          | 157,46                                                                           | Mistrzostwa Europy 2022                                                          | 13 stycznia 2022                                                                 |
| Pary sportowe                                                                    | Program krótki                                                                   | Sui Wenjing / Han Cong                                                           | 84,41                                                                            | Zimowe igrzyska olimpijskie 2022                                                 | 18 lutego 2022                                                                   |
| Pary taneczne                                                                    | Nota łączna                                                                      | Gabriella Papadakis / Guillaume Cizeron                                          | 229,82                                                                           | Mistrzostwa świata 2022                                                          | 26 marca 2022                                                                    |
| Pary taneczne                                                                    | Taniec dowolny                                                                   | Gabriella Papadakis / Guillaume Cizeron                                          | 137,09                                                                           | Mistrzostwa świata 2022                                                          | 26 marca 2022                                                                    |
| Pary taneczne                                                                    | Taniec rytmiczny                                                                 | Gabriella Papadakis / Guillaume Cizeron                                          | 92,73                                                                            | Mistrzostwa świata 2022                                                          | 25 marca 2022                                                                    |

## Wyniki

### Soliści
| Poz. | Zawodnik            | Nota łączna | SP  | SP    | FS  | FS     |
| ---- | ------------------- | ----------- | --- | ----- | --- | ------ |
| 1    | Adam Siao Him Fa    | 237,19      | 2   | 84,69 | 1   | 152,50 |
| 2    | Koshiro Shimada     | 235,90      | 1   | 89,18 | 4   | 146,72 |
| 3    | Nikolaj Memola      | 230,52      | 4   | 81,68 | 3   | 148,84 |
| 4    | Matteo Rizzo        | 226,67      | 5   | 77,72 | 2   | 148,95 |
| 5    | Nika Egadze         | 217,64      | 3   | 82,82 | 5   | 134,82 |
| 6    | Luc Economides      | 217,64      | 6   | 64,83 | 6   | 132,58 |
| 7    | Dinh Tran           | 186,14      | 8   | 60,53 | 7   | 125,61 |
| 8    | Emanuele Indelicato | 161,00      | 7   | 61,40 | 10  | 99,60  |
| 9    | David Sedej         | 153,86      | 11  | 49,89 | 8   | 103,97 |
| 10   | Mychajło Rudkowski  | 153,35      | 10  | 50,85 | 9   | 102,50 |
| WD   | Samuel McAllister   | DNF         | 9   | 54,00 | DNF | DNF    |
| WD   | Tomoki Hiwatashi    | DNS         | DNS | DNS   | DNS | DNS    |

### Solistki
| Poz. | Zawodniczka                | Nota łączna | SP  | SP    | FS  | FS     |
| ---- | -------------------------- | ----------- | --- | ----- | --- | ------ |
| 1    | Rinka Watanabe             | 213,14      | 2   | 66,83 | 1   | 146,31 |
| 2    | Kaori Sakamoto             | 205,33      | 1   | 72,93 | 2   | 132,40 |
| 3    | Jekatierina Kurakowa       | 188,41      | 4   | 59,24 | 3   | 129,17 |
| 4    | Amber Glenn                | 177,01      | 8   | 55,99 | 4   | 121,02 |
| 5    | Hanna Harrell              | 175,55      | 3   | 60,83 | 5   | 114,72 |
| 6    | Lara Naki Gutmann          | 168,39      | 7   | 56,46 | 6   | 111,93 |
| 7    | Sarina Joos                | 161,24      | 11  | 51,31 | 7   | 109,93 |
| 8    | Ting Tzu-Han               | 156,35      | 9   | 53,22 | 8   | 103,13 |
| 9    | Wakaba Higuchi             | 150,20      | 5   | 57,75 | 11  | 92,45  |
| 10   | Elena Agostinelli          | 148,88      | 10  | 52,40 | 9   | 96,48  |
| 11   | Janna Jyrkinen             | 136,96      | 14  | 43,29 | 10  | 93,47  |
| 12   | Anna Pezzetta              | 134,55      | 6   | 56,71 | 14  | 77,84  |
| 13   | Gerli Liinamäe             | 122,82      | 13  | 46,37 | 15  | 76,45  |
| 14   | Oona Ounasvuori            | 122,68      | 12  | 50,78 | 16  | 71,90  |
| 15   | Darja Afinogienowa         | 122,05      | 15  | 42,97 | 13  | 79,08  |
| 16   | Nikola Rychtaříková        | 112,54      | 16  | 31,56 | 12  | 80,98  |
| WD   | Alexandra Michaela Filcová | DNS         | DNS | DNS   | DNS | DNS    |

### Pary taneczne
| Poz. | Zawodnicy                                | Nota łączna | RD | RD    | FD | FD     |
| ---- | ---------------------------------------- | ----------- | -- | ----- | -- | ------ |
| 1    | Charlène Guignard / Marco Fabbri         | 211,85      | 1  | 87,09 | 1  | 124,76 |
| 2    | Allison Reed / Saulius Ambrulevičius     | 183,60      | 3  | 71,95 | 2  | 111,65 |
| 3    | Natálie Taschlerová / Filip Taschler     | 183,55      | 2  | 75,41 | 3  | 108,14 |
| 4    | Emily Bratti / Ian Somerville            | 170,54      | 4  | 67,79 | 5  | 102,75 |
| 5    | Loicia Demougeot / Théo Le Mercier       | 166,95      | 5  | 63,87 | 4  | 103,08 |
| 6    | Natacha Lagouge / Arnaud Caffa           | 155,29      | 7  | 59,91 | 7  | 95,38  |
| 7    | Elisabetta Leccardi / Mattia Dalla Torre | 154,71      | 6  | 61,86 | 8  | 92,85  |
| 8    | Victoria Manni / Carlo Röthlisberger     | 153,30      | 8  | 57,66 | 6  | 95,64  |
| 9    | Paulina Ramanauskaitė / Deividas Kizala  | 146,38      | 9  | 55,20 | 9  | 91,18  |
| 10   | Jenna Hertenstein / Damian Binkowski     | 130,47      | 11 | 48,68 | 10 | 79,26  |
| 11   | Maria Sofia Pucherova / Nikita Lysak     | 125,42      | 12 | 47,03 | 11 | 78,39  |
| 12   | Hanna Jakucs / Alessio Galli             | 117,72      | 10 | 51,21 | 12 | 69,04  |